# Percy Young
Percy Marshall Young (* 17. Mai 1912 in Northwich, Cheshire; † 9. Mai 2004 in York) war ein britischer Musikschriftsteller, Herausgeber und Komponist.

## Leben
Young war Schüler des Christ’s Hospital und des Selwyn College, Cambridge, wo er auch Orgelunterricht hatte. Er studierte in Belfast und war von 1944 bis 1966 Musikdirektor des Wolverhampton College of Technology.
Er publizierte mehr als fünfzig Bücher, darunter neben zahlreichen Musikerbiographien und einer Geschichte der Britischen Musik auch mehrere über Fußball. Daneben trat er als Komponist von Liedern, kammermusikalischen und Chorwerken hervor. In den 1990er Jahren führte er Edward Elgars unvollendete Oper The Spanish Lady auf, zu der er eine fünfsätzige Suite schrieb.
1961 wurde er mit dem Händelpreis des Bezirkes Halle ausgezeichnet.

## Musikalische Werke
- Birds and Beasts, Lieder
- A Child’s Garden of Verse nach Robert Louis Stevenson
- Fugal Concerto für zwei Klaviere und Streicher, 1954
- Festival Te Deum, 1961
- Lea Hall Overture
- Elegy für Streichorchester

## Schriften
- The Oratorios of Handel. 1949.
- Messiah – A Study In Interpretation. 1951.
- Elgar, Newman and ‘The Dream of Gerontius’. 1951.
- Elgar, OM. 1955.
- History of British Music. 1967.
- The Bachs 1500–1850. J. M. Dent & Sons, London 1970; deutsch: Die Bachs 1500–1850. Deutscher Verlag für Musik, Leipzig 1978.